# S.E.O.U.L.
S.E.O.U.L. (anche conosciuto come Seoul Song) è un brano musicale interpretato dai gruppi sudcoreani dei Super Junior e delle Girls' Generation, pubblicato nel luglio 2009.
Il brano è stato interpretato dal vivo in occasione del sesto Asia Song Festival nel settembre 2009.

## Il video
Il video musicale prodotto per il brano è stato girato in varie location di Seul. È stato distribuito il 12 dicembre 2009 come parte di un'iniziativa volta a promuovere il turismo. Nel video sono presenti soltanto alcuni membri di entrambi i gruppi, cioè Leeteuk, Yesung, Shindong, Sungmin, Eunhyuk, Donghae, Siwon, Ryeowook e Kyuhyun dei Super Junior e Taeyeon, Jessica, Sunny, Sooyoung e Seohyun delle Girls' Generation.